# Benzingia palorae
Benzingia palorae är en orkidéart som först beskrevs av Dodson och Alexander Charles Hirtz, och fick sitt nu gällande namn av Robert Louis Dressler. Benzingia palorae ingår i släktet Benzingia och familjen orkidéer. Inga underarter finns listade i Catalogue of Life.

## Bildgalleri

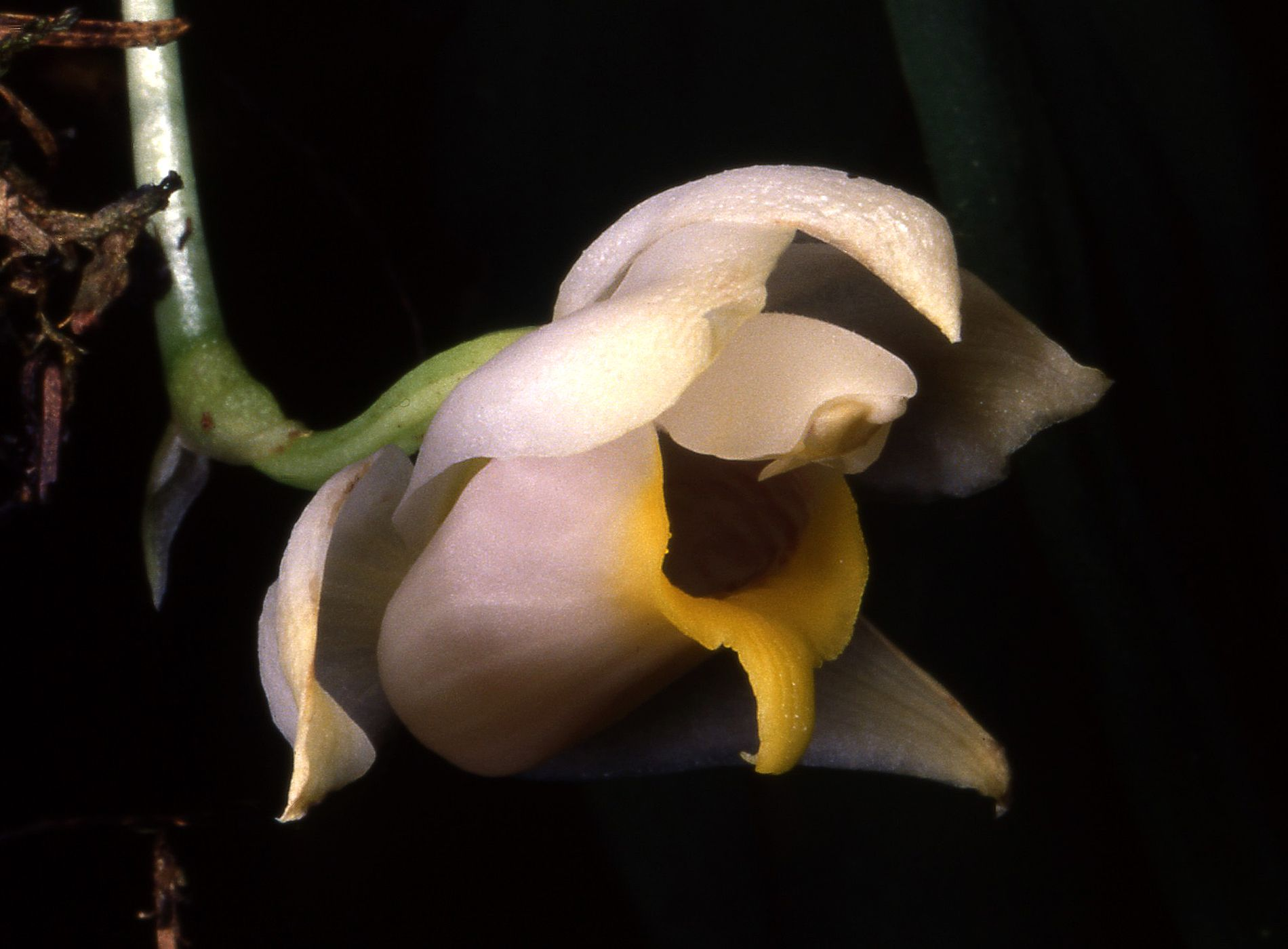